# Music Industry Awards 2023

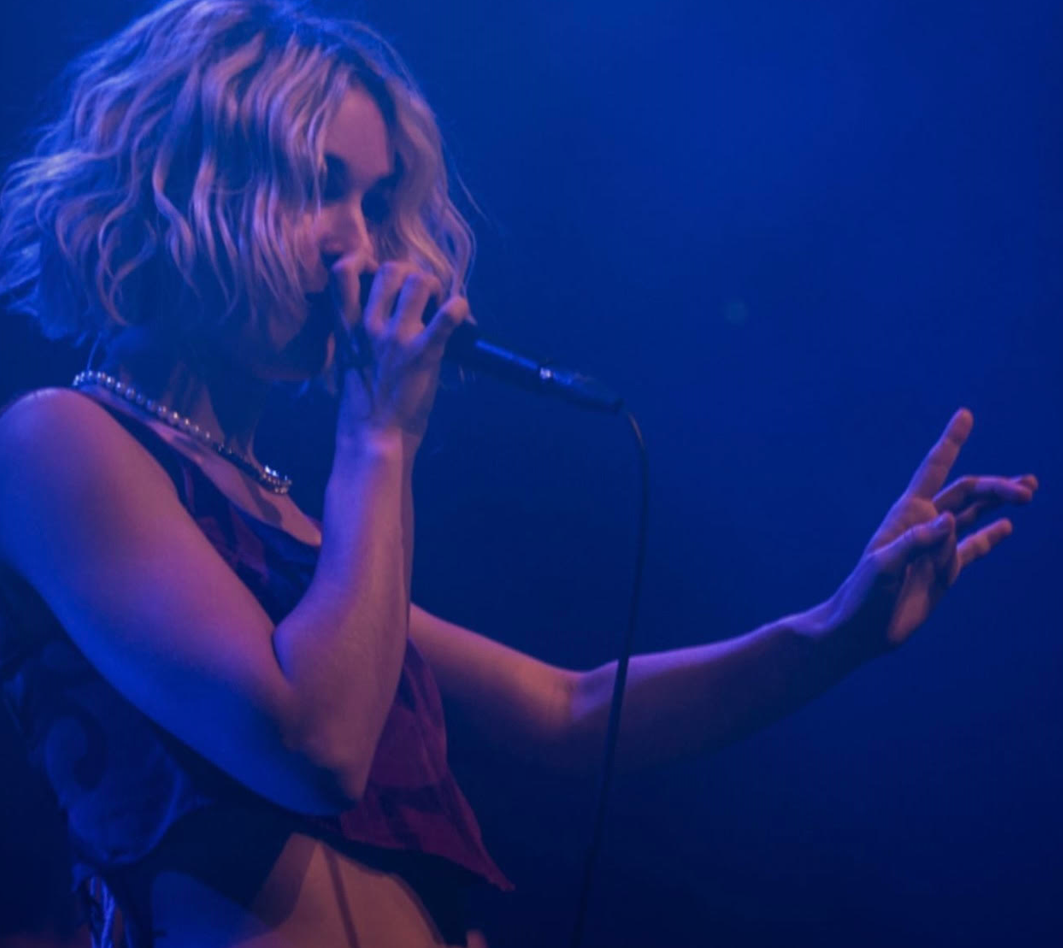
Pommelien Thijs maakte haar favorietenrol waar en won vijf MIA's waaronder de Hit van het jaar voor Erop of eronder.

De Music Industry Awards 2023 is de zestiende editie van de Music Industry Awards, die uitgereikt worden op 24 januari 2024, voor het eerst in het Antwerps Sportpaleis.
Op 10 november 2023 werd aangekondigd dat de MIA's genderneutraal worden, wat wil zeggen dat er geen aparte solo man en solo vrouw meer wordt uitgedeeld, maar één award voor Beste soloartiest. Ook werd het aantal genomineerde artiesten per award opgekrikt van vier naar vijf.
Op 29 november 2023 werden de genomineerden bekendgemaakt. Pommelien Thijs werd de grootste kanshebber met negen nominaties. Daarmee evenaart ze het record van Stromae, voor meeste nominaties ooit. Brihang, dEUS en Metejoor volgen met respectievelijk zes en vijf nominaties. Thijs won uiteindelijk vijf prijzen, zijnde alle publieksprijzen waarvoor ze was genomineerd; de vier sectorprijzen gingen naar anderen. Zij was de enige artiest die meer dan één MIA won. 
Bart Peeters krijgt er de "lifetime achievement"-prijs. Die van de sector ging naar ICP recording studios.

## Optredens
| Artiesten           | Nummer(s)                          |
| ------------------- | ---------------------------------- |
| Brihang             | Tussenin                           |
| Bazart              | Blijf nog even hier                |
| Bart Peeters        | Lepeltjesgewijs                    |
| Bart Peeters        | Zwemmen In De Zee                  |
| Bart Peeters        | Brood Voor Morgenvroeg             |
| Coely               | Nightcall                          |
| DIKKE               | Gasolina                           |
| Glints              | Roma                               |
| Gustaph             | Because of you                     |
| Pommelien Thijs     | Erop of eronder                    |
| Metejoor & Portland | Ze meent het / She Really Means It |

## Categorieën en genomineerden

### Mia's bepaald door het publiek

#### Hit van het jaar
- Erop of eronder - Pommelien Thijs
- Wat wil je van mij - Metejoor & Hannah Mae
- Rihanna - Camille
- Because of You - Gustaph
- Back to You - Lost Frequencies

#### Beste album
- Per ongeluk - Pommelien Thijs
- Joris - Metejoor
- Alive - Coely
- Droomvoeding - Brihang
- Ha Ha Heartbreak - Warhaus

#### Beste solo artiest
- Pommelien Thijs
- Metejoor
- Coely
- Brihang
- Loverman

#### Beste groep
- Bazart
- dEUS
- Black Box Revelation
- Kids With Buns
- The Starlings

#### Beste doorbraak
- Aaron Blommaert
- Gustaph
- Amber Broos
- Ao
- Loverman

#### Beste hiphop
- Coely
- Brihang
- Glints
- Lous and the Yakuza
- Dikke

#### Beste pop
- Pommelien Thijs
- Camille
- Metejoor
- Bazart
- Gustaph

#### Beste dance
- Regi
- Lost Frequencies
- Amber Broos
- Charlotte de Witte
- Compact Disk Dummies

#### Beste alternative
- dEUS
- Portland
- Black Box Revelation
- Kids With Buns
- Loverman

#### Beste Vlaams populair
- Will Tura
- Hugo
- Bart Kaëll
- Willy Sommers
- Christoff

#### Beste Nederlandstalig
- Pommelien Thijs
- Metejoor
- Camille
- Brihang
- Johannes Is Zijn Naam

### Mia's bepaald door de sector

#### Beste videoclip
- Erop of eronder - Pommelien Thijs
- Sunflower - Tamino ft. Angèle
- How To Replace It - dEUS
- All In - Glints
- Because of You - Gustaph

#### Beste live act
- Charlotte Adigéry & Bolis Pupul
- Bazart
- Pommelien Thijs
- Regi
- dEUS

#### Beste artwork
- Droomvoeding - Brihang
- Per Ongeluk - Pommelien Thijs
- How To Replace It - dEUS
- The Dark! - Glints
- Oh Dear - Isolde Lasoen

#### Beste muzikant
- Isolde Lasoen
- Bert Dockx
- Damian Corlazzoli
- Jente Pironet
- Tom Pintens

#### Beste auteur / componist
- Boudy Verleye (Brihang)
- Daan Stuyven (Daan)
- Maarten Devoldere (Warhaus)
- Pommelien Thijs (solo)
- James De Graef (Loverman)

#### Beste producer
- Jasper Maekelberg
- Lost Frequencies
- Yong Yello
- Jeroen Swinnen
- Dijf Sanders

## Meeste nominaties
| Aantal nominaties | Gewonnen         | Artiest         |
| ----------------- | ---------------- | --------------- |
| 9                 | 5                | Pommelien Thijs |
| 6                 | 1                | Brihang         |
| 5                 |                  | Metejoor        |
| 5                 | dEUS             |                 |
| 4                 | 1                | Coely           |
| 4                 | Gustaph          |                 |
| 4                 | Loverman         |                 |
| 3                 | 1                | Bazart          |
| 3                 | Camille          |                 |
| 3                 | Glints           |                 |
| 3                 | Lost Frequencies |                 |

## Trivia
- In de week na de MIA's steeg Hit van het jaar Erop of eronder naar plaats 18 (+9) in de 34e week van de Ultratop 50. Ook haar recentere singles Medeplichtig op 11 en Hou mij vast op 7 maakten vooruitgang.[6]
- In de albumlijst steeg de winnaar van Beste album, Pommelien Thijs door naar nr. 1 (+1). Het album van Brihang maakte een grote sprong vooruit naar plaats 9 (+38), net als dat van Hugo Sigal op 39 (+101). Verder kwam het album van performer Coely opnieuw binnen op plaats 173 en steeg het recentste album van Bazart naar plek 150 (+37).